# اندیس الله‌آباد
الله آباد یک اندیس فلزی است که در حوالی شهر بردسیر استان کرمان قرار دارد و مادهٔ معدنی موجود در آن، مس است.  